# 삼성 갤럭시 A01
삼성 갤럭시 A01(Samsung Galaxy A01)은 2019년 12월에 삼성전자가 출시한 안드로이드 스마트폰이다.

## 같이 보기
- 삼성 갤럭시 A10